# Levi Hutchins
Levi Hutchins (* 17. August 1761 in Concord, New Hampshire Colony; † 13. Juni 1855 ebenda) war ein amerikanischer Uhrmacher.
Hutchins war der Sohn von Gordon Hutchins und seiner Frau Dorothy Stone. Gemeinsam mit seinem jüngeren Bruder Abel war er Lehrling bei Simon Willard in Roxbury, Massachusetts, einem bekannten Uhrmacher und Erfinder. Hutchins gilt als Erfinder des ersten Weckers, auch wenn es möglicherweise schon frühere Exemplare in Deutschland und England gab. Im 18. Jahrhundert ließ man sich morgens von der Sonne wecken, Hutchins musste aber um 4 Uhr aufstehen, um zur Arbeit zu gelangen, wenn es noch dunkel war. 1787 konstruierte er ein Gehäuse aus Pinienholz, in das er eine seiner vorhandenen Messinguhren einbaute. Mithilfe eines Zahnrades löste die Uhr um vier Uhr morgens einen Schlag auf eine Glocke aus. Das Geräusch war laut genug, um Hutchins zu wecken. Der Wecker besaß noch keine Möglichkeit, eine andere Weckzeit einzustellen.
Hutchins zeigte nie Interesse daran, seine Erfindung patentieren zu lassen. Er verfasste eine Autobiografie, die zehn Jahre nach seinem Tod mit einem Vorwort seines jüngsten Sohnes veröffentlicht wurde.

## Werke
- The Autobiography of Levi Hutchins: With a preface, notes, and addenda. Riverside Press, 1865.